# Samsung Galaxy E7
Il Samsung Galaxy E7 è uno smartphone di fascia medio-bassa prodotto da Samsung, facente parte della serie Samsung Galaxy E.

## Caratteristiche tecniche

### Hardware
Il Galaxy E7 è un classico smartphone con form factor di tipo slate, misura 151.3 x 77.2 x 7.3 millimetri e pesa 141 grammi.
Il dispositivo è dotato di connettività GSM, HSPA ed LTE (in alcuni modelli), di Wi-Fi 802.11 b/g/n con supporto hotspot e Wi-Fi Direct, di Bluetooth 4.0 con A2DP, di GPS con A-GPS e GLONASS, NFC (nei modelli con LTE), ANT+ e di radio FM RDS. Ha una porta microUSB 2.0 ed un ingresso per jack audio da 3.5 mm.
Il Galaxy E7 è dotato di schermo touchscreen capacitivo da 5,5 pollici di diagonale, di tipo S-AMOLED con aspect ratio 16:9 e risoluzione HD 720 x 1280 pixel (densità di 267 pixel per pollice), protetto da un vetro Corning Gorilla Glass 4. Il frame laterale ed il retro sono in plastica. Nonostante ciò la batteria agli ioni di litio da 2950 mAh non è removibile dall'utente.
Il chipset è un Qualcomm Snapdragon 410, con processo di produzione a 28 nanometri, CPU quad-core formata da 4 Cortex-A53 a 1.2 GHZ e GPU Adreno 306. La memoria interna di tipo eMMC 4.5 è di 16 GB, mentre la RAM è di 2 GB.
La fotocamera posteriore ha un sensore CMOS da 13 megapixel, dotata di autofocus, HDR e flash LED, in grado di registrare al massimo video Full HD a 30 fotogrammi al secondo, mentre la fotocamera anteriore è da 5 megapixel.

### Software
Il sistema operativo è Android, in versione 4.4.4 KitKat, aggiornabile ufficialmente a 5.1.1 Lollipop (e non ufficialmente a Marshmallow con la CyanogenMod).
Ha l'interfaccia utente TouchWiz.

## Commercializzazione
Il dispositivo è stato immesso sul mercato ad inizio 2015 ed è presente anche in versione dual SIM (E7 Duos).